# Trioxys bonnevillensis
Trioxys bonnevillensis är en stekelart som beskrevs av Smith 1944. Trioxys bonnevillensis ingår i släktet Trioxys och familjen bracksteklar. Inga underarter finns listade i Catalogue of Life.